# Anna Dementyeva
Pour les articles homonymes, voir Dementieva.
Anna Dementyeva (en russe : Анна Юрьевна Дементьева, Anna Iourievna Dementieva) est une gymnaste artistique russe née le 28 décembre 1994 à Samara.

## Palmarès

### Championnats du monde
- Rotterdam 2010
  -  médaille d'or au concours par équipes

- Tokyo 2011
  -  médaille d'argent au concours par équipes

### Championnats d'Europe
- Berlin 2011
  -  médaille d'or au concours général individuel
  -  médaille d'or à la poutre

### Universiades
- Kazan 2013
  -  médaille d'or au concours par équipe